# انتخابات ریاست‌جمهوری کره جنوبی (۲۰۲۵)
انتخابات زودهنگام ریاست‌جمهوری در کره جنوبی در ۳ ژوئن ۲۰۲۵ برگزار شد. در این انتخابات، لی جه میونگ، نامزد حزب دموکراتیک و رهبر پیشین اپوزیسیون، توانست کیم مون سو، نامزد حزب حاکم قدرت مردم و لی جون سوک، نامزد حزب اصلاحات را شکست دهد.
از زمان دموکراتیزه شدن و تأسیس جمهوری ششم، این نهمین انتخابات ریاست‌جمهوری، دومین انتخابات پس از استیضاح یک رئیس‌جمهور و نخستین انتخاباتی بود که در سالی متفاوت از برنامه‌ریزی اولیه برگزار شد. این انتخابات در ابتدا قرار بود در ۳ مارس ۲۰۲۷ برگزار شود، اما به دنبال استیضاح و برکناری یون سوک یول، طبق قانون اساسی کره جنوبی که برگزاری انتخابات ظرف ۶۰ روز پس از خلأ دائمی در ریاست‌جمهوری را الزامی می‌داند، تاریخ آن به ۳ ژوئن پیش انداخته شد. این خلأ با رأی دادگاه قانون اساسی کره در ۴ آوریل مبنی بر تأیید استیضاح و برکناری یون از مقام ریاست‌جمهوری به وجود آمد. دولت بعدها به‌طور رسمی اعلام کرد که انتخابات در ۳ ژوئن برگزار می‌شود و این انتخابات دومین انتخابات زودهنگام ریاست‌جمهوری در تاریخ کره جنوبی بود.
️لی که انتخابات ریاست‌جمهوری ۲۰۲۲ را با اختلاف کمی به یون باخته بود، دوباره نامزد شد. میزان مشارکت رأی‌دهندگان ۷۹٫۳۸٪ بود که بالاترین میزان از انتخابات ریاست جمهوری ۱۹۹۷ به‌شمار می‌رود. موضوعات چالشی در مبارزات انتخاباتی شامل بحران حکومت نظامی ۲۰۲۴، اختلافات درون حزبی در حزب قدرت مردم، اقتصاد، هزینه‌های مسکن، قطب‌بندی سیاسی، تعرفه‌های ایالات متحده، برابری جنسیتی و بحران نرخ زاد و ولد بود.

## پیش‌زمینه
️پس از اعلام حکومت نظامی از سوی رئیس‌جمهور یون سوک یول در ۳ دسامبر ۲۰۲۴، مجلس ملی کره جنوبی در ۱۴ دسامبر ۲۰۲۴ به استیضاح او رأی داد. در این رأی‌گیری، ۲۰۴ نفر از مجموع ۳۰۰ نماینده با استیضاح موافقت کردند. دادگاه قانون اساسی کره در ۴ آوریل ۲۰۲۵، این استیضاح را تأیید کرد و بدین ترتیب یون از مقام خود برکنار و کرسی ریاست‌جمهوری خالی شد. طبق قانون اساسی، باید ظرف ۶۰ روز انتخابات ریاست‌جمهوری برگزار شود تا جانشین دائمی او به عنوان چهاردهمین رئیس‌جمهور کره جنوبی تعیین گردد. در ۸ آوریل، رئیس‌جمهور موقت هان دوک سو اعلام کرد که این انتخابات در ۳ ژوئن ۲۰۲۵ برگزار خواهد شد.

## تحولات مبارزات انتخاباتی

### چالش‌های قانونی لی جه-میونگ
- لی جه-میونگ، نامزد حزب دموکرات، با مشکلاتی قانونی مواجه بود که می‌توانست او را از نامزدی ریاست‌جمهوری محروم کند (مانند جریمه‌های بیش از ۱ میلیون وون یا محکومیت به زندان).[۱۱]
- دادگاه عالی سئول در ابتدا حکم دادگاه بدوی را لغو کرد و صلاحیت او را بازگرداند.
- اما در ۲ مه، دیوان عالی کشور حکم تبرئه او را لغو و پرونده را برای محاکمه مجدد به دادگاه عالی سئول ارجاع داد. این محاکمه مجدد به ۱۸ ژوئن، پس از روز انتخابات، موکول شد.

### کشمکش در حزب قدرت مردم برای نامزد واحد
- انتظار می‌رفت هان دوک-سو و کیم مون-سو، دو نامزد اصلی محافظه‌کار، کمپین‌های خود را ادغام کرده و یکی به نفع دیگری کناره‌گیری کند.
- هان اعلام کرد تا زمانی که توافق نهایی برای یک نامزد «متحد» حاصل نشود، نامزدی خود را ثبت نخواهد کرد.
- کیم مدعی شد که حزب قدرت مردم و رئیس آن، کوون یونگ-سه، بدون مشورت با او، به‌طور یکجانبه برای «وحدت» نامزدها اقدام کرده‌اند.
- پس از شکست نشست ۷ مه بین کیم و هان، کوون سئونگ-دونگ (رهبر فراکسیون حزب قدرت مردم) برای فشار بر نامزدی مشترک دست به اعتصاب غذا زد.
- در ۸ مه، جلسه تلویزیونی کیم و هان نیز به توافق نرسید. کیم پیشنهاد یک کمپین و نظرسنجی یک هفته‌ای را برای انتخاب نامزد واحد مطرح کرد.
- کیم حزب قدرت مردم را متهم کرد که سعی دارد او را پس از انتخاب به عنوان نامزد رسمی، از صحنه خارج کند.
- در ۹ مه، دادگاه درخواست کیم را برای اجبار حزب قدرت مردم به رسمیت شناختن او به عنوان نامزد، رد کرد.
- در ۱۰ مه، حزب قدرت مردم اعلام کرد که نامزدی کیم را لغو و هان را معرفی خواهد کرد. کیم به این اقدام اعتراض کرد و آن را «کودتا» خواند.
- اما در همان روز، اعضای حزب قدرت مردم با اکثریت آرا، انتصاب هان را رد کردند و نامزدی کیم مون-سو دوباره برقرار شد. هان عذرخواهی کرد و در ۱۱ مه رسماً از مبارزات انتخاباتی کناره‌گیری کرد و حمایت خود را از کیم اعلام کرد، اما پیشنهاد کیم برای ریاست کمپین او را رد کرد.
- در ۱۷ مه، یون سوک-یول، رئیس‌جمهور سابق، حزب قدرت مردم را ترک کرد و از کیم مون-سو حمایت کرد.

### حمایت مشکوک از لی جه-میونگ
- در ۲۹ مه ۲۰۲۵، نمایندگان مشاغل کره جنوبی در منطقه صنعتی که‌سونگ، در یک کنفرانس مطبوعاتی ادعا کردند که جیم راجرز، سرمایه‌گذار آمریکایی، با خواندن نامه‌ای از او، از لی جه-میونگ حمایت کرده است.[۱۲]
- اما راجرز از آن زمان تاکنون به‌طور مداوم حمایت از لی جه-میونگ را تکذیب کرده است.[۱۳]

### مناظرات انتخاباتی
- مناظره‌های تلویزیونی در ۱۸، ۱۹، ۲۳ و ۲۷ مه برگزار شد.[۱۴]
- در مناظره نهایی (۲۷ مه)، کیم مون-سو و لی جه-میونگ بر سر اعلام حکومت نظامی یون سوک-یول با هم درگیر شدند و لی جه-میونگ، کیم را به دفاع از «رژیم کودتا» متهم کرد.
- لی جون-سئوک به دلیل اظهارات نامناسب در طول مناظره عذرخواهی کرد و با درخواست‌هایی برای اخراج از مجلس ملی مواجه شد.

## روند رأی‌گیری

### رأی‌گیری خارج از کشور
- رأی‌گیری برای شهروندان کره‌ای مقیم خارج از کشور از ۱۹ تا ۲۵ مه در ۲۲۳ حوزه رأی‌گیری در ۱۱۸ کشور برگزار شد.
- میزان مشارکت در این بخش، ۷۹٫۵٪ تخمین زده شد که بالاترین رقم از زمان معرفی رأی‌گیری غیابی در سال ۲۰۱۲ بود.

### رأی‌گیری زودهنگام در کره جنوبی
- رأی‌گیری زودهنگام در کره جنوبی در ۲۹ و ۳۰ مه انجام شد و میزان مشارکت ۳۴٫۷۴٪ بود.[۱۵]
- در ۲۹ مه، یک کارمند قراردادی کمیسیون ملی انتخابات (NEC) در گانگنام به دلیل رأی دادن به جای همسرش و سپس به جای خودش، دستگیر و اخراج شد.[۱۶]
- رئیس NEC، رو تائه-آک، و دبیرکل کیم یونگ-بین، بابت مدیریت ضعیف آراء در رأی‌گیری زودهنگام، از جمله حادثه دو بار رأی دادن و خارج کردن برگه‌های رأی از حوزه‌ها توسط رأی‌دهندگان، عذرخواهی کردند. رو همچنین گروهی مدنی را که ادعای تقلب در انتخابات را مطرح کرده بودند، به دخالت سیستماتیک در روند رأی‌گیری متهم کرد و گفت که برخی از کارکنان NEC مجروح شده‌اند و دفتری که مسئول نظارت بر انتخابات بود، مورد سرقت قرار گرفته است.[۱۷]

## پیامد
لی جه-میونگ، نامزد حزب دموکرات، پس از پیروزی در انتخابات سخنرانی پیروزی خود را ایراد کرد و تأکید کرد که این پیروزی متعلق به مردم و دموکراسی است و متعهد شد که مسئولیت‌های خود را برای رفاه مردم و آینده کشور به خوبی انجام دهد. وی در ۴ ژوئن ۲۰۲۵، پس از تحلیف، بیانیه‌ای با عنوان «پیام به مردم پس از ادای سوگند» صادر کرد و قول داد که «رئیس‌جمهور همه باشد و به تمام شهروندان، صرف نظر از اینکه از چه کسی حمایت کرده‌اند، خدمت کند» و به بازگرداندن گفتگو، مصالحه، همزیستی و وحدت ملی کمک کند.
کیم مون-سو، نامزد حزب قدرت مردم، در ساعات اولیه ۴ ژوئن ۲۰۲۵، سخنرانی شکست خود را ایراد کرد و گفت که «انتخاب مردم را با فروتنی می‌پذیرد» و پیروزی لی جه-میونگ را تبریک گفت. او از حمایت عمومی و تلاش اعضای حزبش تشکر کرد و تأکید کرد که جمهوری کره همیشه با قدرت مردمش پیشرفت کرده است.
شکست کیم، بلافاصله منجر به درخواست‌هایی برای اصلاحات در حزب قدرت مردم شد. هان دونگ-هون، رهبر سابق حزب، اظهار داشت که رأی‌دهندگان «دستور قاطع اخراج علیه حکومت نظامی غیرقانونی و سیاست‌های منسوخ حامی آن» صادر کرده‌اند. قانونگذار هان جی-آه خواستار استعفای فوری کل رهبری شد تا اعتماد عمومی بازسازی شود. کوون سئونگ-دونگ، رهبر فراکسیون، در مقابل گفت که حزب ابتدا باید «حس جامعه را بازگرداند و به درگیری‌های داخلی پایان دهد» تا بتواند با حزب دموکرات حاکم مقابله کند. در ۵ ژوئن، کوون سئونگ-دونگ، رهبر فراکسیون حزب قدرت مردم، برای پذیرش مسئولیت نتیجه انتخابات استعفا داد.
لی جون-سئوک، نامزد حزب اصلاحات، مسئولیت عملکرد ضعیف حزبش در انتخابات را بر عهده گرفت. او از اعضا و حامیان حزبش تشکر کرد و گفت که حزب تجربه جدیدی از طریق انتخابات قانونگذاری و ریاست‌جمهوری به دست آورده است. او بر نیاز به بررسی کامل نقاط قوت و ضعف حزب تأکید کرد و هدف پیشرفت بیشتر در انتخابات محلی سال آینده را تعیین کرد. او همچنین به رئیس‌جمهور منتخب لی جه-میونگ احترام گذاشت و از دولت جدید خواست تا وحدت ملی را اولویت قرار دهد و به چالش‌های اقتصادی کنونی با دقت و قضاوت دقیق پاسخ دهد. لی تأیید کرد که حزب اصلاحات به عنوان یک حزب اپوزیسیون سازنده عمل خواهد کرد و نقش خود را در پاسخگو نگه داشتن دولت حفظ خواهد کرد.
یک مقام ناشناس کاخ سفید در بیانیه‌ای به خبرگزاری یونهاپ پس از انتخابات نوشت: «در حالی که کره جنوبی انتخاباتی آزاد و عادلانه داشت، ایالات متحده همچنان نگران و مخالف دخالت و نفوذ چین در دموکراسی‌های سراسر جهان است.»